# Arauco (departamento)
| Departamento Anta        | Departamento Anta |
| ------------------------ | --- |
| País:                    | Argentina |
| Província:               | Rio Negro |
| Capital:                 | Aimogasta |
| Superfície:              | 1.992 km² |
| População:               | 13.720 (IDEC - 2001) |
| Densidade:               | 6,9 hab/km² |
| Municípios e Comunas:    | - Arauco - Aimogasta - Bañado de los Pantanos - Estación Mazán - Machigasta - Termas de Santa Teresita - Udpinango - Villa Mazán - Villa San Antonio |
| Web:                     | Oficial |
| Localização na província | |
| Departamento             | |

Departamento Arauco é um departamento da província de La Rioja, na Argentina.